# Landl
Landl é um município da Áustria, situado no distrito de Liezen, no estado da Estíria. Tem 255,71 km² de área e sua população em 2019 foi estimada em 2.723 habitantes.